# Копли-сквер
Копли (англ. Copley Square) — площадь в районе Бэк-Бэй в Бостоне.

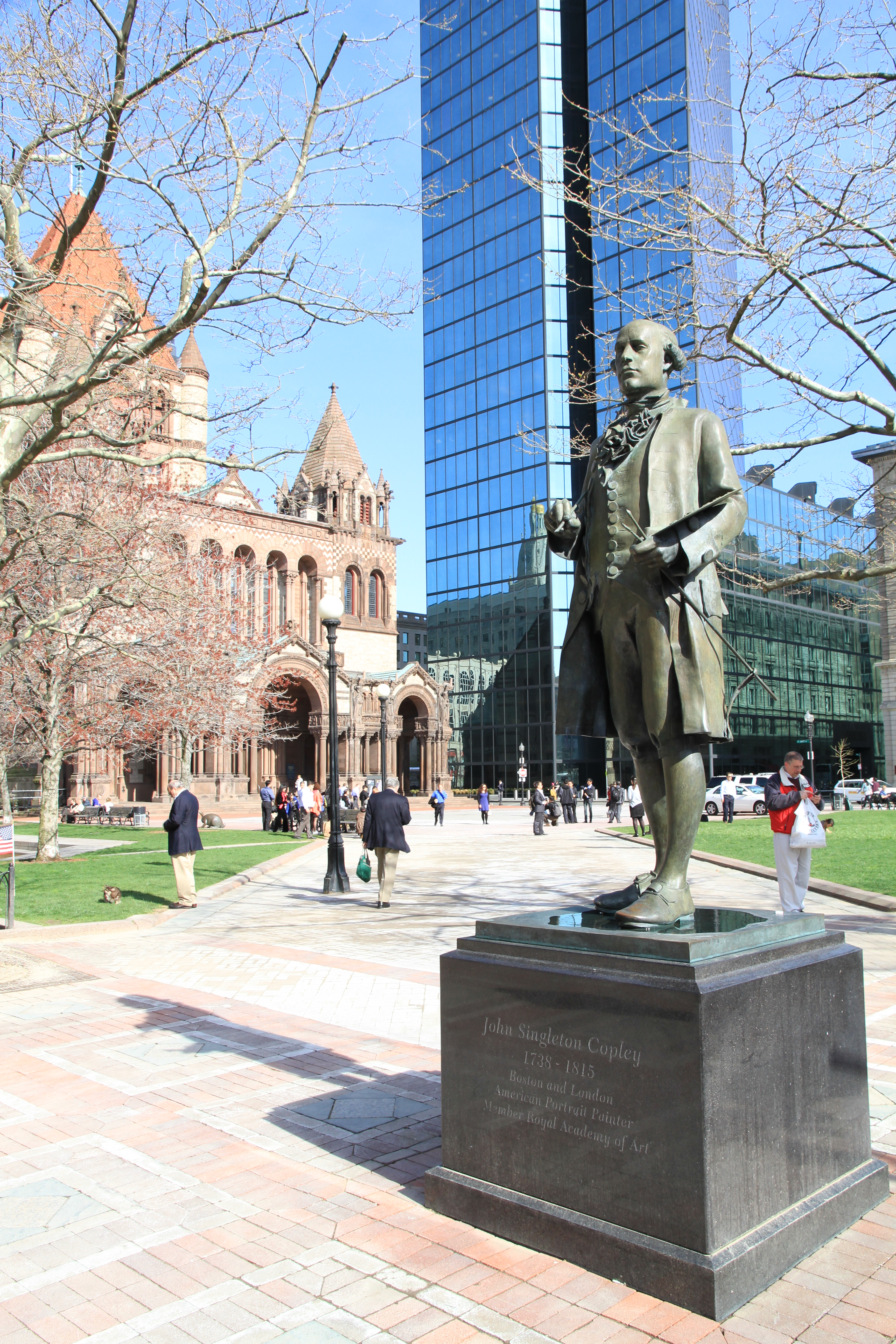
Памятник Джону Копли на Копли-сквер. Позади видна Церковь Троицы и Башня Джона Хэнкока.

Названа в честь американского художника XVIII века Джона Копли. Граничит с улицей Бойльстон-стрит. До 1883 года площадь была известна как Арт-сквер (Art Square с англ. — «Площадь искусств»), поскольку на площади было множество объектов культуры, некоторые из которых сохранились и до наших дней.

## Архитектурные памятники

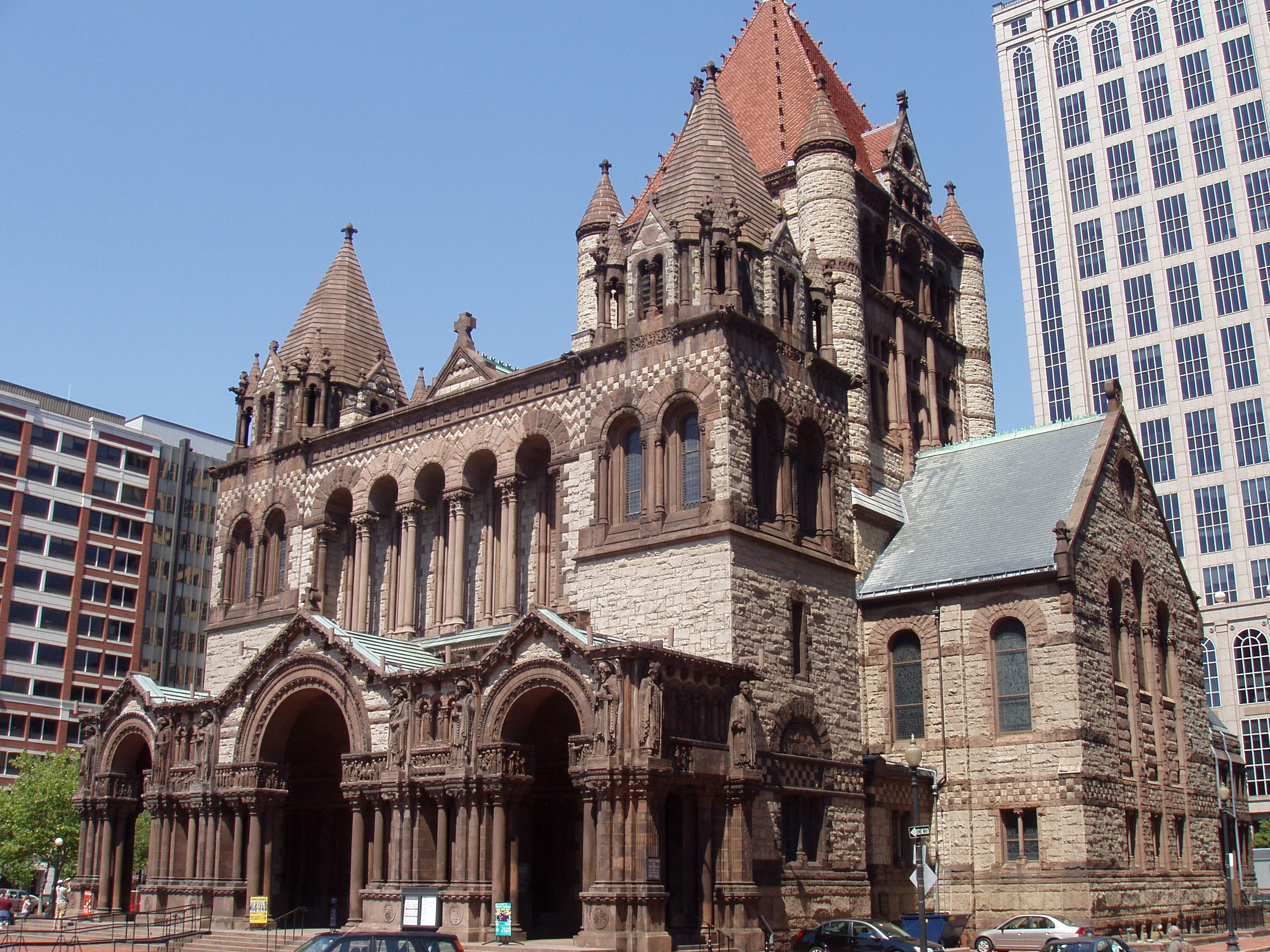
Церковь Троицы на Копли-сквер.

На Копли-сквер находятся несколько архитектурных исторических памятников. Среди них:
- Старая южная церковь — церковь в неоготическом стиле, построенная в 1873 году архитекторами Чарльзом Каммингсом[англ.] и Уиллардом Сирсом[англ.].
- Церковь Троицы — протестантская церковь в неороманском стиле, построенная в 1877 году архитектором Генри Ричардсоном.
- Здание Бостонской публичной библиотеки, построенное в 1895 году Чарльзом Маккимом в стиле неоренессанс.
- Отель Fairmont Copley Plaza[англ.] — отель, открытый в 1912 году Генри Харденбергом[англ.]. Здание выполнено в стиле бозар.
- Башня Джона Хэнкока — небоскрёб, построенный в 1976 году Генри Коббом в стиле поздний модернизм. Высота здания составляет 240 м, что делает его самым высоким зданием в Новой Англии.

## История
Возле Копли-сквер находилось значительное число культурных и образовательных учреждений XIX века, включая Музей изящных искусств, Массачусетский технологический институт, Гарвардская медицинская школа, Бостонское общество естествознания, Церковь Троицы, Храм Старого Юга, здание Бостонской библиотеки, Американская академия искусств и наук, Северо-Восточный университет, Бостонский университет, колледж Эмерсон и другие.
До 1883 года площадь носила название Арт-сквер (англ. Art Square). Изначально площадь диагонально пересекалась с Хантингтон-авеню. В 1961 Хантингтон-авеню была обрезана на перекрёстке с Дартмут-стрит и Копли-сквер приобрела настоящую форму. Площадь была частично асфальтирована и был построен пирамидальный фонтан.
С 1986 года на Копли-сквер заканчивается Бостонский марафон.

### Взрывы на Бостонском марафоне в 2013 году
15 апреля 2013 года, около 14:50 взорвались два СВУ, одно возле здания Бостонской библиотеки, второе через несколько секунд одним кварталом западнее. Были убиты 3 человека, ещё 282 пострадали.